# Tomiko Van
Tomiko Van(伴都美子) nasceu em 9 de Janeiro de 1979, é uma cantora japonesa e faz parte do grupo de j-pop Do As Infinity, junto com Ryo Owatari e Dai Nagao.

## Discografia

### Singles
| #                  | Informação | Vendas                 |
| ------------------ | --- | ---------------------- |
| 1st / Debut Single | Flower - Lançamento: Junho 7, 2006 - Oricon Top 200 Weekly Peak : #10 - Weeks on Chart: 6                       | 24,230 Cópias Vendidas |
| 2nd                | Senkō 閃光 - Released: Setembro 27, 2006 - Oricon Top 200 Weekly Peak: #14 - Weeks on Chart: 4                  | 13,860 Cópias Vendidas |
| 3rd                | Yumeji 夢路 - Released: Novembro 29, 2006 - Oricon Top 200 Weekly Peak: #14 - Weeks on Chart: 2                 | 10,237 Cópias Vendidas |
| 4th                | Tokyo Biyori 東京日和 - Released: Junho 18, 2008 - Oricon Top 200 Weekly Peak: #18 - Weeks on Chart: 1+         | 5,219 Cópias Vendidas  |
| 4                  | Van. - Released: Dezembro 10, 2008 - Oricon Top 200 Weekly Peak: #28 - Weeks on Chart: - Oricon Daily Chart: #9 |                        |

### Albums
| #                 | Informação | Vendas                 |
| ----------------- | --- | ---------------------- |
| 1st / Debut Álbum | FAREWELL - Released: Março 29, 2006 - Oricon Top 200 Weekly Peak: #7 - Weeks on Chart: 10 - Oricon Daily Chart: #5                      | 45,409 Cópias Vendidas |
| Cover Álbum       | Voice～cover you with love～ - Released: Março 28, 2007 - Oricon Top 200 Weekly Peak: #22 - Weeks on Chart: 4 - Oricon Daily Chart: #13 | 14,581 Cópias Vendidas |
| Cover Álbum       | Voice 2～cover lovers rock～ - Released: Março 5, 2008 - Oricon Top 200 Weekly Peak:#28 - Weeks on Chart:1+ - Oricon Daily Chart: #10   | 7,979 Cópias Vendidas  |